# آناتولی بلوگلازوف
آناتولی بلوگلازوف (روسی: Анатолий Алексеевич Белоглазов؛ زادهٔ ۱۶ سپتامبر ۱۹۵۶ ‏(۶۸ سال)) کشتی‌گیر اهل اتحاد جماهیر شوروی سوسیالیستی است.
وی در مسابقات کشوری و بین‌المللی در مجموع برندهٔ ۴ مدال طلا، ۱ مدال برنز شده‌است.
وی در بازی‌های المپیک تابستانی ۱۹۸۰ در مگس وزن کشتی آزاد توانست مدال طلا کسب کند.